# Stand and Deliver
Stand and Deliver (Brasil: O Preço do Desafio) é um filme norte-americano de 1988, do gênero drama, dirigido por Ramón Menéndez e estrelado por Edward James Olmos e Lou Diamond Phillips.